# Virginia Commonwealth University

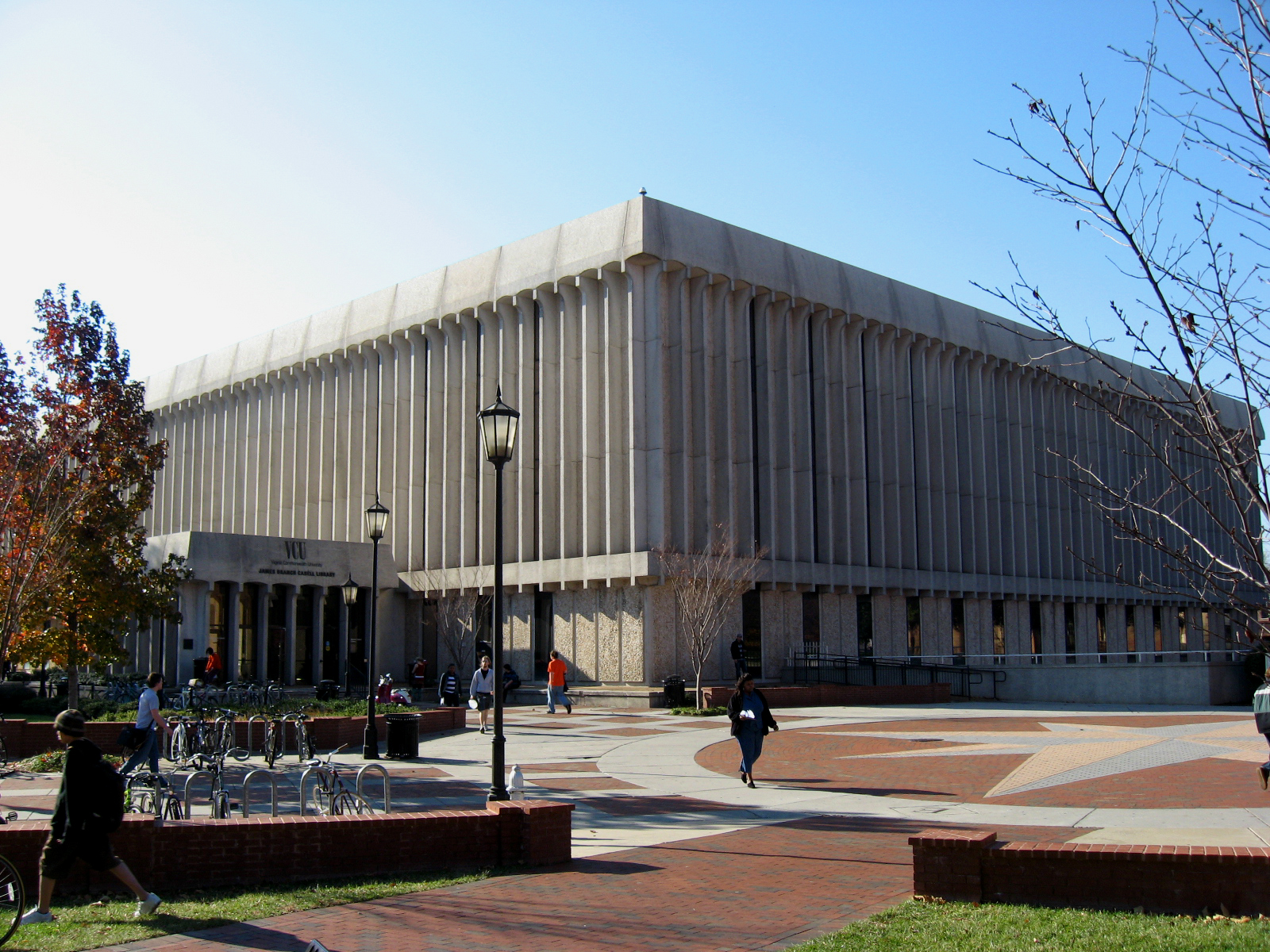
James Branch Cabell Library

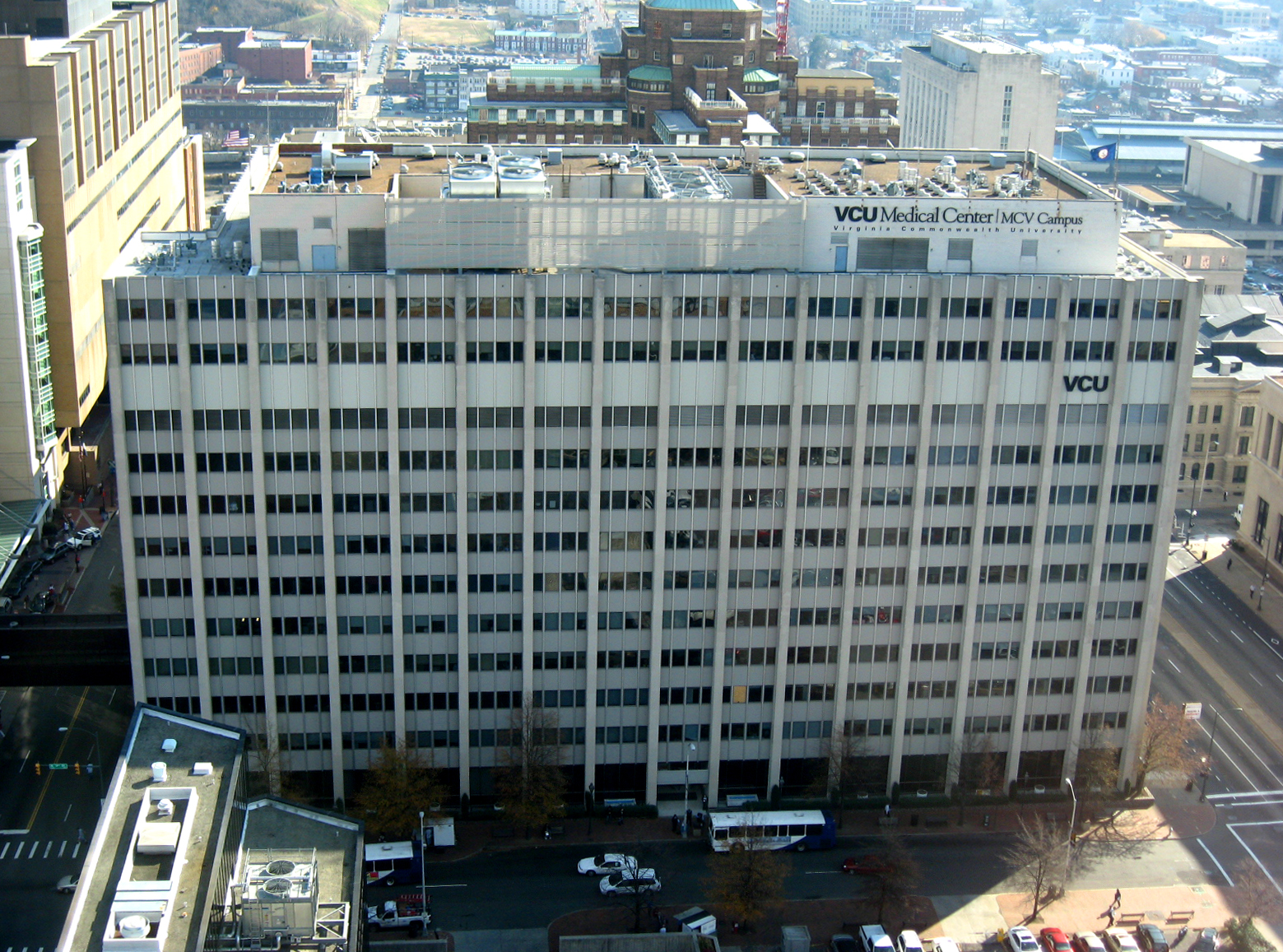
VCU Medical Center

Die Virginia Commonwealth University (auch VCU genannt) ist eine staatliche Universität in Richmond, der Hauptstadt des US-Bundesstaates Virginia. Mit 29.349 (2005) Studenten ist sie nach der George Mason University die zweitgrößte Hochschule in Virginia. Unter anderem ist sie für das jährlich stattfindende VCU French Film Festival bekannt, das größte französische Filmfestival in den USA.

## Geschichte
Die Universität ging 1968 aus einer Fusion zwischen dem Richmond Professional Institute (RPI) und dem Medical College of Virginia (MCV) hervor. Die Geschichte des MCV geht auf das Jahr 1838 und die des RPI auf das Jahr 1917 zurück.

## Sport

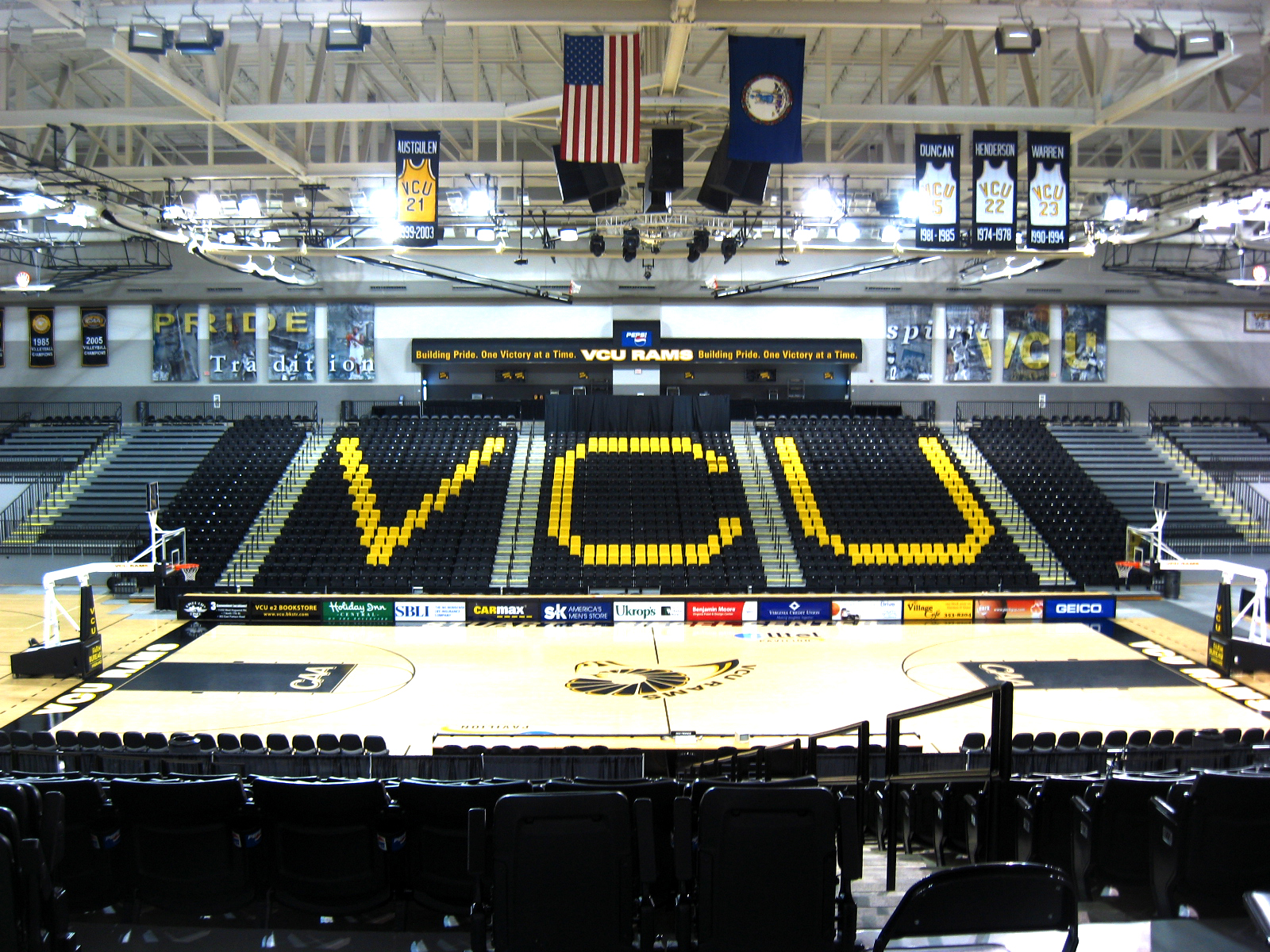
Stuart C. Siegel Center

Das Sportteam der VCU sind die Rams. Die Universität ist Mitglied der Atlantic 10 Conference.

## Persönlichkeiten
- Mo Alie-Cox (* 1993) – ehemaliger Basketballspieler, aktueller Footballspieler
- John B. Fenn (1917–2010) – Analytische Chemie
- David Golumbia (1963–2023) – Professor für Politische Ökonomie
- Domonic Jones (* 1981) – Basketballspieler
- Eric Maynor (* 1987) – Basketballspieler
- Larry Sanders (* 1988) – Basketballspieler